# アルバン・ガロニア
アルバン・ガロニア（Alban Galonnier）は、フランス出身の男性キックボクサー。身長196cm、体重103kg。Full Boxing Club Nim所属。

## 来歴
2007年6月29日、フランスで行われたFighting European Tourに出場。1回戦でジャマル・カスモフに判定勝ちするも、怪我により準決勝を辞退した。

## 戦績
| 勝敗 | 対戦相手             | 試合結果    | 大会名                                 | 開催年月日    |
| ○    | マゴメド・マゴメドフ | 5R終了 判定 | TK2 Tournament                         | 2007年10月6日 |
| ○    | ジャマル・カスモフ   | 3R終了 判定 | Fighting European Tour 【準々決勝】    | 2007年6月29日 |
| ×    | ルカ・サバティーニ   | 3R終了 判定 | K-1 ITALY GRAND PRIX 2006 【準々決勝】 | 2006年4月8日  |